# Communauté de communes de la Presqu’île de Rhuys
Die Communauté de communes de la Presqu’île de Rhuys ist ein ehemaliger französischer Gemeindeverband mit der Rechtsform einer Communauté de communes im Département Morbihan in der Region Bretagne, dessen Einzugsgebiet im Süden des Départements Morbihan lag. Der am 15. Dezember 2005 gegründete Gemeindeverband bestand aus fünf Gemeinden, der Verwaltungssitz befand sich im Ort Sarzeau.

## Aufgaben
Zu den vorgeschriebenen Kompetenzen gehörten die Entwicklung und Förderung wirtschaftlicher Aktivitäten und des Tourismus sowie die Raumplanung auf Basis eines Schéma de Cohérence Territoriale. Der Gemeindeverband betrieb außerdem die Abwasserentsorgung.

## Historische Entwicklung
Mit Wirkung vom 1. Januar 2017 fusionierte der Gemeindeverband mit der Vannes agglo und der Communauté de communes du Loc’h und bildete so die Nachfolgeorganisation Golfe du Morbihan – Vannes Agglomération.

## Ehemalige Mitgliedsgemeinden
Folgende fünf Gemeinden gehörten der Communauté de communes de la Presqu’île de Rhuys an:
| Gemeinde              | Einwohner 1. Januar 2022 | Fläche km² | Dichte Einw./km² | Code INSEE | Postleitzahl |
| --------------------- | ------------------------ | ---------- | ---------------- | ---------- | ------------ |
| Arzon                 | 2.272                    | 8,93       | 254              | 56005      | 56640        |
| Saint-Armel           | 885                      | 7,95       | 111              | 56205      | 56450        |
| Saint-Gildas-de-Rhuys | 1.784                    | 15,28      | 117              | 56214      | 56730        |
| Sarzeau               | 9.068                    | 60,23      | 151              | 56240      | 56370        |
| Le Tour-du-Parc       | 1.259                    | 9,30       | 135              | 56252      | 56370        |